# Starboy
Starboy é o terceiro álbum de estúdio do cantor e compositor musical canadense The Weeknd. O seu lançamento ocorreu em 25 de novembro de 2016, através das gravadoras XO e Republic. O álbum conta com participações especiais de Daft Punk, Lana Del Rey, Future e Kendrick Lamar. O primeiro single é a faixa-título, lançada em 22 de setembro de 2016.

## Antecedentes
Após o sucesso comercial de Beauty Behind the Madness, álbum lançado em 2015, The Weeknd deu os primeiros indícios de que estava gravando novo material em 12 de março de 2016, através de seu Instagram, chamando-o de o próximo "capítulo" de sua música. Em 24 de agosto de 2016, foi confirmado pela vice-presidente executiva da Republic Records, Wendy Goldstein, que The Weeknd estava trabalhando com o duo eletrônico francês Daft Punk, durante uma entrevista para a revista Billboard. Em 7 de setembro de 2016, o cantor confirmou em entrevista com a VMAN que o álbum estava em produção, com Prince, The Smiths, Talking Heads e Bad Brains servindo como as principais influências. Em 21 de setembro de 2016, o álbum e seu título foram anunciados oficialmente, com seu lançamento marcado para 25 de novembro de 2016.

## Capa
A capa do álbum foi fotografada e criada por Nabil Elderkin. Ela mostra The Weeknd com cabelo mais curto em uma pose agachada, com um colar de cruz, enquanto é iluminado por uma luz neon de tom azul em frente a um fundo de neon vermelho. A parte superior da imagem mostra o nome do álbum em fonte amarela.

## Crítica profissional
Starboy foi bem recebido por críticos musicais. O portal Metacritic, com base em vinte e cinco análises recolhidas, concedeu ao disco uma média de 67 pontos, em uma escala que vai até cem, indicando "análises geralmente positivas".

## Singles
Em 22 de setembro de 2016, "Starboy", colaboração com o duo eletrônico francês Daft Punk, foi lançada como o primeiro single do disco. Dirigido por Grant Singer, o vídeo musical correspondente foi lançado seis dias depois e retrata The Weeknd matando sua personalidade adotada durante a divulgação do álbum anterior para dar lugar a outra, quebrando vários objetos relacionados ao CD.
"False Alarm" foi lançada como o primeiro single promocional de Starboy em 29 de setembro de 2016. Em 17 de novembro de 2016, The Weeknd divulgou outros dois singles promocionais, "Party Monster" e "I Feel It Coming", outra colaboração com Daft Punk. A última foi enviada para rádios mainstream britânicas em 24 de novembro de 2016 e para estações rhytmic estadunidenses em 6 de dezembro de 2016, servindo como o segundo single oficial do disco, enquanto a primeira foi lançada em rádios urban também em 6 de dezembro, servindo como a terceira faixa de trabalho. "Reminder" foi enviada para estações rhythmic estadunidenses em 9 de maio de 2017, servindo como o quarto foco promocional do álbum, enquanto "Rockin'" foi lançada em rádios mainstream francesas no mesmo dia, servindo como o quinto single. "Die for You" foi lançada para rádios rhythmic em 19 de setembro de 2017, servindo como o sexto single do disco. "Secrets" foi enviada para as rádios italianas como sétimo e último single no país e último single mundial.

## Divulgação
The Weeknd serviu como o convidado musical na estreia da 42ª temporada do programa Saturday Night Live, onde cantou "Starboy" e "False Alarm" e participou de uma esquete chamada "Weeknd Update", onde falou sobre seu novo corte de cabelo.
Em 20 de novembro de 2016, The Weeknd cantou "Starboy" no American Music Awards de 2016. Em 24 de novembro de 2016, o cantor apresentou "I Feel It Coming" e a faixa homônima do disco no The Tonight Show Starring Jimmy Fallon.
Em 25 de novembro de 2016, todas as faixas do álbum foram tocadas durante uma entrevista feita pelo intéprete com Zane Lowe para a rádio Beats 1, do serviço de streaming Apple Music, que foi sua primeira a ser feita em frente às câmeras.

### Curta-metragem
Em 23 de novembro de 2016, The Weeknd lançou um curta metragem com duração de 12 minutos para promover o álbum. Dirigido por Grant Singer, que também dirigiu o vídeo de "Starboy", e intitulado Mania (estilizado como M A N I A), o projeto conta com as canções "All I Know", com participação do rapper Future, "Sidewalks" com participação de Kendrick Lamar, "Secrets", "Party Monster" (com Lana Del Rey nos vocais de apoio) e "I Feel It Coming", com participação de Daft Punk.

## Lista de faixas
| N.º            | Título                                  | Compositor(es) | Produtor(es)                                                | Duração |  |
| 1.             | "Starboy" (com Daft Punk)               | Abel Tesfaye, Thomas Bangalter, Guy-Manuel de Homem-Christo, Martin McKinney, Henry Walter, Jason Quenneville              | Daft Punk, Cirkut[A], Doc McKinney[A], The Weeknd[A]        | 3:50    |  |
| 2.             | "Party Monster"                         | Tesfaye, McKinney, Benjamin Diehl, Elizabeth Grant, Ahmad Balshe                                                           | Ben Billions, McKinney, The Weeknd                          | 4:11    |  |
| 3.             | "False Alarm"                           | Tesfaye, McKinney, Diehl, Walter, Emmanuel Nickerson, Balshe                                                               | McKinney, Ben Billions, The Weeknd, Cirkut[A], Mano[A]      | 3:50    |  |
| 4.             | "Reminder"                              | Tesfaye, Nickerson, McKinney, Dylan Wiggins, Walter, Jason Quenneville                                                     | McKinney, Mano, Cirkut                                      | 3:38    |  |
| 5.             | "Rockin'"                               | Tesfaye, Ali Payami, Balshe, Max Martin, Peter Svensson, Savan Kotecha                                                     | Martin, Payami, The Weeknd[A]                               | 3:52    |  |
| 6.             | "Secrets"                               | Tesfaye, McKinney, Walter, Wiggins, Roland Orzabal, Coz Canler, Jimmy Marinos, Wally Palarmachuk, Mike Skill, Peter Solley | McKinney, The Weeknd, Cirkut                                | 4:25    |  |
| 7.             | "True Colors"                           | Tesfaye, William Thomas Walsh, Samuel Wishkoski, Magnus August Høiberg, Benjamin Levin, Brittany Hazzard, Jacob Dutton     | Cashmere Cat, The Weeknd, Benny Blanco, Jake One, Swish     | 3:26    |  |
| 8.             | "Stargirl Interlude" (com Lana Del Rey) | Tesfaye, Grant, Timothy McKenzie                                                                                           | McKinney, Labrinth                                          | 1:51    |  |
| 9.             | "Sidewalks" (com Kendrick Lamar)        | Tesfaye, McKinney, Dan Wilson, Robert John Richardson, Ali Shaheed Jones-Muhammad, Kendrick Duckworth                      | McKinney, Bobby Raps, Muhammad, Wilson                      | 3:51    |  |
| 10.            | "Six Feet Under"                        | Tesfaye, McKinney, Walter, Balshe, Quenneville, Diehl, Leland Wayne, Nayvadius Wilburn                                     | McKinney, Cirkut, Metro Boomin, Ben Billions, The Weeknd    | 3:57    |  |
| 11.            | "Love to Lay"                           | Tesfaye, Martin, Svensson, Kotecha, Payami, Balshe                                                                         | Martin, Payami, The Weeknd                                  | 3:43    |  |
| 12.            | "A Lonely Night"                        | Tesfaye, Martin, Svensson, Kotecha, Payami, Balshe, Quenneville                                                            | Martin, Payami                                              | 3:40    |  |
| 13.            | "Attention"                             | Tesfaye, Walsh, Høiberg, Levin, Mustafa Ahmed, Adam Feeney                                                                 | Benny Blanco, Cashmere Cat, Frank Dukes, The Weeknd         | 3:17    |  |
| 14.            | "Ordinary Life"                         | Tesfaye, Martin, Svensson, Kotecha, Payami, Balshe, McKinney, Walter                                                       | McKinney, Cirkut                                            | 3:14    |  |
| 15.            | "Nothing Without You"                   | Tesfaye, Quenneville, Diehl, Balshe, Thomas Pentz                                                                          | Diplo, Ben Billions, The Weeknd, Cirkut                     | 3:18    |  |
| 16.            | "All I Know" (com Future)               | Tesfaye, Diehl, Høiberg, Wayne, Wilburn, Balshe                                                                            | Ben Billions, Cashmere Cat, The Weeknd                      | 5:21    |  |
| 17.            | "Die for You"                           | Tesfaye, McKinney, Prince 85, Wiggins, Høiberg, Walsh                                                                      | McKinney, Cirkut, The Weeknd, Cashmere Cat[A], Prince 85[A] | 4:20    |  |
| 18.            | "I Feel It Coming" (com Daft Punk)      | Tesfaye, Bangalter, de Homem-Christo, McKinney, Walter                                                                     | Daft Punk, McKinney[A], Cirkut[A], The Weeknd[A]            | 4:29    |  |
| Duração total: | Duração total:                          | Duração total: | Duração total:                                              | 68:40   |  |

| Faixa bônus da Target |                                        |                                                                                       |                                      |         |  |
| N.º                   | Título                                 | Compositor(es)                                                                        | Produtor(es)                         | Duração |  |
| 19.                   | "Starboy" (com Daft Punk) (Kygo Remix) | Tesfaye, Kyrre Gørvell-Dahll, Bangalter, de Homem-Christo, McKinney, McKinney, Walter | Daft Punk, McKinney, Cirkut, Kygo[B] | 4:04    |  |
| Duração total:        | Duração total:                         | Duração total:                                                                        | Duração total:                       | 72:44   |  |

Notas
A  - denota co-produtores
B  - denota remixadores
Créditos vocais
- "Rockin'" apresenta vocais adicionais de Kazue Lika Tatsushima.
- "Sidewalks" possui vocais adicionais de Daniel Wilson.
- "Six Feet Under" contém vocais adicionais de Future.
- "Attention" apresenta vocais adicionais de Mustafa the Poet e Cashmere Cat.

Créditos de demonstração
- "Secrets" contém extratos de "Pale Shelter", escrita por Roland Orzabal interpretada por Tears for Fears, e de "Talking in Your Sleep", escrita por Coz Canler, Jimmy Marinos, Wally Palamarchuk, Mike Skill e Peter Solley e interpretada por The Romantics.

## Desempenho nas tabelas musicais
Starboy estreou no topo da estadunidense Billboard 200 com 348 mil cópias equivalentes vendidas, das quais 209 mil foram puras (físicas e digitais). Esta foi a terceira melhor estreia de 2016 nos Estados Unidos, a segunda maior semana de streaming de álbuns na história (atrás de Views, do rapper Drake), e é o segundo número um de The Weeknd na tabela.
| Tabela musical (2016)                                  | Melhor posição |
| ------------------------------------------------------ | -------------- |
| Alemanha (Media Control Charts)                        | 10             |
| Austrália (ARIA Charts)                                | 1              |
| Bélgica (Ultratop 50 de Flandres)                      | 8              |
| Bélgica (Ultratop 40 da Valônia)                       | 24             |
| Canadá (Canadian Albums Chart)                         | 1              |
| Croácia (Hrvatska diskografska udruga)                 | 9              |
| Coreia do Sul (Gaon Music Chart)                       | 36             |
| Dinamarca (Hitlisten)                                  | 1              |
| Escócia (The Official Charts Company)                  | 18             |
| Eslováquia (IFPI Slovenská Republika)                  | 1              |
| Espanha (Productores de Música de España)              | 39             |
| Estados Unidos (Billboard 200)                         | 1              |
| Estados Unidos (Top R&B/Hip-Hop Albums)                | 1              |
| Estados Unidos (Digital Albums)                        | 1              |
| Finlândia (IFPI Finlândia)                             | 4              |
| França (Syndicat National de l'Édition Phonographique) | 20             |
| Grécia (IFPI Grécia)                                   | 8              |
| Irlanda (Irish Recorded Music Association)             | 3              |
| Itália (Federazione Industria Musicale Italiana)       | 38             |
| Japão (Oricon)                                         | 49             |
| México (Mexican Albums Chart)                          | 16             |
| Noruega (VG-lista)                                     | 1              |
| Nova Zelândia (NZ Top 40 Albums)                       | 5              |
| Países Baixos (MegaCharts)                             | 3              |
| Polônia (Związek Producentów Audio Video)              | 26             |
| Portugal (Associação Fonográfica Portuguesa)           | 20             |
| Reino Unido (UK Albums Chart)                          | 5              |
| Reino Unido (UK R&B Albums Chart)                      | 1              |
| Chéquia (IFPI Česká Republika)                         | 1              |
| Suécia (Sverigetopplistan)                             | 1              |
| Suíça (Schweizer Hitparade)                            | 5              |
| Taiwan (Taiwanese International Albums Chart)          | 2              |

| Tabeal musical (2016)                                  | Posição |
| ------------------------------------------------------ | ------- |
| Austrália (ARIA Charts)                                | 51      |
| Austrália (ARIA Urban Albums Chart)                    | 9       |
| Bélgica (Ultratop 50 de Flandres)                      | 107     |
| Dinamarca (Hitlisten)                                  | 36      |
| França (Syndicat National de l'Édition Phonographique) | 97      |
| Países Baixos (MegaCharts)                             | 48      |
| Reino Unido (UK Albums Chart)                          | 52      |
| Suécia (Sverigetopplistan)                             | 44      |

| Tabela musical (2017)                                  | Posição |
| ------------------------------------------------------ | ------- |
| Austrália (ARIA Charts)                                | 27      |
| Austrália (ARIA Urban Albums Chart)                    | 4       |
| Bélgica (Ultratop 50 de Flandres)                      | 47      |
| Bélgica (Ultratop 40 da Valônia)                       | 128     |
| Canadá (Canadian Albums Chart)                         | 2       |
| Dinamarca (Hitlisten)                                  | 3       |
| Estados Unidos (Billboard 200)                         | 3       |
| Estados Unidos (Top R&B/Hip-Hop Albums)                | 4       |
| Estados Unidos (Digital Albums)                        | 9       |
| França (Syndicat National de l'Édition Phonographique) | 40      |
| Itália (Federazione Industria Musicale Italiana)       | 62      |
| México (Mexican Albums Chart)                          | 67      |
| Nova Zelândia (NZ Top 40 Albums)                       | 13      |
| Países Baixos (MegaCharts)                             | 28      |
| Reino Unido (UK Albums Chart)                          | 26      |
| Suécia (Sverigetopplistan)                             | 5       |
| Suíça (Schweizer Hitparade)                            | 76      |
| Tabela musical (2018)                                  | Posição |
| Austrália (ARIA Charts)                                | 91      |
| Austrália (ARIA Urban Albums Chart)                    | 29      |
| Canadá (Canadian Albums Chart)                         | 28      |
| Coreia do Sul (Gaon Music Chart)                       | 89      |
| Dinamarca (Hitlisten)                                  | 36      |
| Estados Unidos (Billboard 200)                         | 49      |
| Estados Unidos (Top R&B/Hip-Hop Albums)                | 28      |
| Suécia (Sverigetopplistan)                             | 58      |

| País (Empresa)             | Certificação  |
| -------------------------- | ------------- |
| Alemanha (BVMI)            | Ouro          |
| Austrália (ARIA)           | Ouro          |
| Áustria (IFPI Áustria)     | Platina       |
| Brasil (Pro-Música Brasil) | Ouro          |
| Canadá (Music Canada)      | 3× Platina    |
| Dinamarca (IFPI Dinamarca) | 3× Platina    |
| Estados Unidos (RIAA)      | 3× Platina    |
| França (SNEP)              | 2× Platina    |
| Itália (FIMI)              | Ouro          |
| México (AMPROFON)          | Platina+ Ouro |
| Noruega (IFPI Noruega)     | Platina       |
| Polônia (ZPAV)             | Ouro          |
| Reino Unido (BPI)          | Platina       |
| Rússia (2M)                | 4× Platina    |
| Suécia (GLF)               | 2× Platina    |
| Tailândia (TECA)           | Platina       |

## Histórico de lançamento
| País           | Data                   | Formato          | Gravadora    |
| -------------- | ---------------------- | ---------------- | ------------ |
| Mundo          | 25 de novembro de 2016 | Download digital | XO, Republic |
| Estados Unidos | 28 de novembro de 2016 | CD               | XO, Republic |
| Brasil         | 16 de dezembro de 2016 | CD               | Universal    |